# Arie van der Pluym

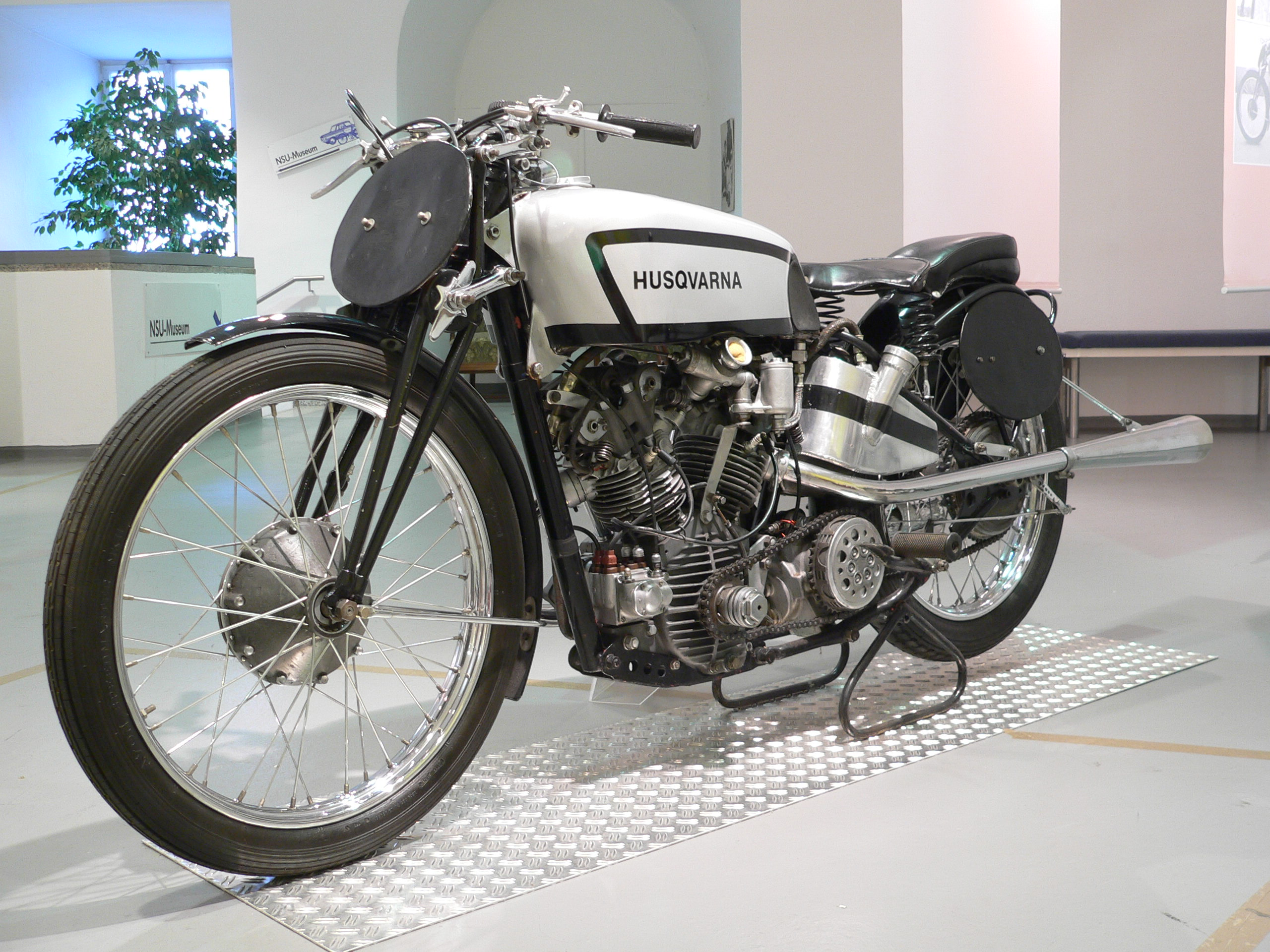
Eine Husqvarna-Rennmaschine von 1935, ähnlich derer, die van der Pluym pilotierte, im Zweirad-Museum Neckarsulm.

Arie R. K. van der Pluym (* 6. Januar 1906 in Vlaardingen; † 15. Juli 1934 in Spa) war ein niederländischer Motorradrennfahrer.
Er war auch als De Rotterdamse Meteoor (Der Rotterdamer Meteor) bekannt.

## Leben

### Jugend
Arie van der Pluym wurde in Vlaardingen geboren und wuchs im heutigen Rotterdamer Stadtteil Delfshaven auf, wo seine Mutter Café am Mathenesserdijk besaß. In jungen Jahren arbeitete er in einer Kfz-Werkstatt, wo er auch begann, an dem FN-Motorrad eines Kollegen herumzubasteln. Im Alter von 15 Jahren kaufte er sich eine Harley-Davidson in Einzelteilen, um sie wieder aufzubauen. Noch bevor er über einen Führerschein verfügte, sollte van der Pluym eine nicht funktionierende Omega bei einem Kunden abholen. Sein Chef nahm an, dass er das zu Fuß tun würde, aber Arie van der Pluym bekam die Maschine zum Laufen und kam, gejagt von der Polizei, zu Sturz. Da er den Schaden selbst reparieren konnte, erfuhr sein Chef aber nie etwas davon. Als er mit 16 alt genug war und einen Führerschein machen konnte, kaufte sich der Niederländer eine weitere Harley-Davidson. Als jedoch die Strafzettel überhandnahmen, verkaufte seine Mutter das Motorrad für 75 Gulden wieder.

### Rennfahrerkarriere
Arie van der Pluym bestritt sein erstes Rennen 1927 in Haamstede, wo er mit total abgefahrenen Reifen den dritten Platz belegte. Danach kaufte er sich eine Norton, die er sowohl bei Grasbahn- als auch bei Straßenrennen fuhr. Innerhalb von drei Jahren gewann er damit etwa 50 Preise. Im Jahr 1929 nahm van der Pluym erstmals an der Dutch TT in Assen teil, flog dabei aber in der ersten Kurve von der Strecke. Im folgenden Jahr trat er bei der Dutch TT mit einer selbst aufgemotzten Sunbeam an, schied aber wiederum, diesmal mit technischem Defekt, vorzeitig aus. 1932 gewann er mit seiner Norton die Niederländische Straßenmeisterschaft in der 500-cm³-Klasse. In der Folge kam er mit Piet van Wijngaarden in Kontakt, der schwedische Husqvarna-Maschinen in die Niederlande importierte, und der ihm eine Werksmaschine, wie sie auch die schwedischen Stars Kalén und Sunnqvistfuhren, besorgte. Auf Husqvarna wurde van der Pluym 1933 sowohl in der 350er- als auch in der 500er-Klasse Niederländischer Straßenmeister.
Am 23. Juni 1934 wurden im Rahmen der X. Dutch TT auf dem 16,536 Kilometer langen Circuit van Drenthe die Titel in der Motorrad-Europameisterschaft 1934 vergeben. Im Halbliterrennen belegte Arie van der Pluym den dritten Rang und musste sich nur den beiden belgischen FN-Werksfahrern Pol Demeuter und Noir geschlagen geben.

### Tödlicher Unfall
Nur drei Wochen später, am 15. Juli 1934 verunglückte Arie van der Pluym im Alter von 28 Jahren tödlich. Er verlor in der dritten Runde des 500-cm³-Rennens um den Großen Preis von Belgien, das in Spa-Francorchamps stattfand, im schnellen Streckenabschnitt Côte de Burnenville die Kontrolle über seine Maschine, prallte gegen einen Baum und war auf der Stelle tot. In den Unfall war auch der einheimische Fahrer Antoine Lambert involviert, der zu Sturz kam und in die Zuschauer fuhr, als er van der Pluyms Maschine ausweichen wollte. Der Belgier und einige Zuschauer wurden verletzt, überlebten aber allesamt. Lambert verunglückte nur knapp ein Jahr später beim Grand Prix des Frontières auf dem Circuit de Chimay selbst tödlich.
Van der Pluym gewann postum in der 500er-Klasse seinen vierten Niederländischen Meistertitel und wurde am 19. Juli 1934 auf dem Friedhof des Rotterdamer Stadtteils Crooswijk beigesetzt. Seine Erfolge für Husqvarna brachte ihm nicht nur in den Niederlanden, sondern auch in Schweden große Anerkennung ein. So wurde dort 15 Jahre lang ein Arie-van-der-Pluym-Cup ausgetragen.
Da im Gegensatz zu Assen die Fahrer in Belgien nicht versichert waren, blieben seine Witwe und sein Sohn ohne Unterstützung zurück. Die Königlich Niederländische Motorradfahrervereinigung (KNMV) gegründete daraufhin die Arie-van-der-Pluym-Stiftung, an der die TT-Organisatoren, Tageszeitungen, Mineralölfirmen und Husqvarna angehörten. Darüber hinaus forderte die KNMV vom internationalen Motorradsportverband FICM, dass bei internationalen Wettbewerben alle Fahrer versichert sein müssten. Da im Jahre 1934 auch Demeuter und Noir tödlich verunglückt waren, beschloss die FICM tatsächlich, die Sicherheitsvorkehrungen zu erhöhen. Die Rennstrecken mussten ab 1936 auf ihrer gesamten Länge mindestens fünf Meter breit sein und überhöhte Kurven mit Auslaufzonen versehen werden.

## Statistik

### Erfolge
- Niederländischer 350-cm³-Meister: 1933[1]
- Niederländischer 500-cm³-Meister: 1932, 1933, 1934[1]

## Verweise